# Matz Allan Johansson
Matz Allan Johansson, född 16 februari 1942 i Västerås, är en svensk tidigare bandyspelare. 
Matz Allan Johansson gjorde A-lagsdebut i Västerås SK som 16-åring 1958, och var nyss fyllda 17 år med som avbytare i SM-finalen mot Skutskär 1959.  Han vann SM-guld med IK Sirius 1966 och 1968, och spelade 49 A-landskamper 1963-1972, från 1969 som landslagskapten. Han blev utnämnd till årets högerback åtta gånger och är Stor grabb nummer 138. Efter spelarkarriären var han 1975-1977 förbundskapten för Sveriges bandylandslag. 
Matz Allan Johansson spelade också fotboll på hög nivå. Redan som 15-åring vann han med Västerås SK SM för juniorer 1957 och debuterade i A-laget i division II 1959. Matz Allan spelade allsvensk fotboll med IFK Eskilstuna 1964 och var med i tre U-landskamper. Därefter blev det som högst division II i IFK Eskilstuna, IK Sirius och IF Vesta innan Matz Allan avslutade fotbollskarriären 1973.